# Lewis A. Coser
Lewis Alfred Coser (27 novembre 1913 - le 8 juillet 2003) était un sociologue américain d'origine allemande.

## Biographie
Né à Berlin au sein d'une famille juive ashkénaze, Coser a été le premier sociologue à tenter d'appliquer le fonctionnalisme à l'analyse du conflit. Ses recherches ont porté principalement sur les formes et la fonction des conflits sociaux. À l'instar de Georg Simmel, Coser soutenait que le conflit peut servir à renforcer la cohésion d'un groupe peu structuré. Dans une société instable, le conflit avec une autre société (conflit « intergroupal ») peut avoir pour effet de reconstituer les liens sociaux et de favoriser l'intégration. Par exemple, la cohésion qui caractérise les juifs israéliens pourrait s'expliquer notamment par le conflit de longue date qui les oppose aux palestiniens. Le conflit avec un autre groupe peut également servir à produire la cohésion en menant à une série d'alliances avec d'autres groupes.
Les conflits dans une société (conflit « intragroupal »), peuvent entraîner des individus ayant l'habitude de l'isolement dans un rôle actif. Les protestations suscitées par la guerre du Viêt Nam en sont un bon exemple puisqu'elles étaient composées de jeunes que la conjoncture a amené à s'engager dans la vie politique américaine pour la première fois.
Selon Coser, la conflictualité peut également remplir une fonction de communication. En effet, avant les hostilités, les groupes peuvent méconnaître la position de leur adversaire, une fois le conflit en cours, les positions et les frontières entre les groupes se clarifient, donnant à des individus en position influente l'occasion de décider d'une ligne de conduite appropriée par rapport à la position adverse.
Coser meurt en 2003 à Cambridge dans le Massachusetts.

## Publications
- A History of Sociological Analysis, Basic Books, New York[1]
- Sociological Theory, 1964
- (de) Theorie sozialer Konflikte, 1965
- Men of ideas, 1965
- Political Sociology, 1967
- Continuities in the Study of Social Conflict, 1967
- Masters of Sociological Thought, 1970  (ISBN 1-57766-307-1)
- Greedy Institutions, 1974
- The Idea of Social Structure, Papers in Honor of Robert K. Merton, 1975
- The Uses of Controversy in Sociology, 1976
- Refugee Scholars in America, 1984
- Conflict and Consensus, 1984